# FK Sileks Kratovo
FK Sileks Kratovo (macedoniană:ФК Силекс) este o echipă de fotbal din Kratovo, Macedonia. Ei joacă meciurile de acasă pe Stadionul Sileks (3000 de locuri) și este una din cele 3 echipe care nu a retrogradat niciodată din Prima Ligă Macedoniană de la fondare.

## Titluri
Prima Ligă (Macedonia): 3
1996, 1997, 1998
Cupa Macedoniei: 3
1994, 1997, 2021

## Sileks în Europa
- Q = calificări
- R1 = prima rundă / R2 = a doua rundă / R3 = a treia rundă

| Sezon   | Competiție            | Rundă |          | Club                     | Scor     |
| ------- | --------------------- | ----- | -------- | ------------------------ | -------- |
| 1995/96 | Cupa Cupelor UEFA     | QR    | Ungaria  | Vác FC Samsung           | 1-1, 3-1 |
|         |                       | R1    | Germania | Borussia Mönchengladbach | 0-3, 2-3 |
| 1996/97 | Cupa UEFA             | Q1    | Islanda  | ÍA Akranes               | 0-2, 1-0 |
| 1997/98 | UEFA Champions League | Q1    | Israel   | Beitar Jerusalem FC      | 1-0, 0-3 |
| 1998/99 | UEFA Champions League | Q1    | Belgia   | Club Brugge              | 0-0, 1-2 |
| 1999/00 | UEFA Cup              | QR    | Ucraina  | FC Shakhtar Donetsk      | 1-3, 2-1 |
| 2004/05 | Cupa UEFA             | Q1    | Slovenia | NK Maribor               | 0-1, 1-1 |
| 2005    | Cupa UEFA Intertoto   | R1    | Israel   | Beitar Jerusalem FC      | 3-4, 1-2 |